# ボビー・シェーン
ボビー・シェーン（"Wonder Boy" Bobby Shane、本名：Robert Lee Schoenberger、1945年8月25日 - 1975年2月20日）は、アメリカ合衆国のプロレスラー。ミズーリ州セントルイス出身。
アイドル系のベビーフェイスからショーマン派のヒールに転じて、NWAのフロリダ地区を主戦場に活躍した。将来を嘱望されていたが、搭乗していた軽飛行機が墜落事故を起こし、キャリア途中での夭折を余儀なくされた。

## 来歴
幼少時からのプロレスファンで、8歳の頃よりレスリングのトレーニングを開始。地元セントルイスのプロモーターだったサム・マソニックに見込まれ、セントルイス・レスリング・クラブのオフィス・ボーイとしてプロレス界に入る。その後、元NWA世界ヘビー級王者のワイルド・ビル・ロンソンのコーチを受け、1963年にプロレスラーとしてデビュー。ワンダー・ボーイ（Wonder Boy）の異名を持つ若手のベビーフェイスとして、初期はボビー・ショーエン（Bobby Schoen）、後にボビー・シェーン（Bobby Shane）と改名し、中西部を中心に活動する。
1965年3月21日、アイオワ州ウォータールーにてロッキー・ハミルトンを破り、セントラル・ステーツ版のNWA USヘビー級王座を獲得。1967年3月4日には、後にAWAのテリトリーとなるネブラスカ州オマハにおいて、デール・ルイスからネブラスカ・ヘビー級王座を奪取した。ハワイにも遠征し、ベビーフェイス時代のニック・ボックウィンクルのパートナーとなって、1969年3月12日にリッパー・コリンズ&ルーク・グラハムからNWAハワイ・タッグ王座を獲得している。
1970年代からは南部の各テリトリーにも進出。ジョージアでは1970年4月より、ザ・チャレンジャー（The Challenger）なる覆面レスラーに一時変身。ザ・プロフェッショナルことダグ・ギルバートと覆面タッグチームを組み、ジ・アサシンズを相手にNWAジョージア・タッグ王座を巡る抗争を展開した。その後は素顔に戻り、同年8月15日にはハワイでのパートナーだったボックウィンクルを下してNWAジョージアTV王座を獲得した。
1971年2月、ミル・マスカラス、スパイロス・アリオン、アール・メイナード、そしてジョージアでのパートナーだったギルバートらと共に、日本プロレスの『ダイナミック・ビッグ・シリーズ』に来日。大木金太郎、山本小鉄、星野勘太郎、グレート小鹿、大熊元司らとシングルマッチで対戦し、マスカラスと組んでのタッグマッチではアントニオ猪木との対戦も行われた。
1971年11月よりヒールに転向してフロリダのCWFに定着し、11月23日にNWA南部ヘビー級王座を獲得。ヒロ・マツダ、ボリス・マレンコ、ジョニー・ウォーカー、ボブ・ループ、ティム・ウッズなどのシューターを相手に防衛戦を行った。戴冠中の1972年1月12日にはマイアミビーチにて、ドリー・ファンク・ジュニアのNWA世界ヘビー級王座に挑戦している。
1972年からは "Monarch of the Mat" （マット界の君主）を自称し、王冠とマントをリングコスチュームに使用するなど、後のジェリー・ローラーやハーリー・レイスらに先駆けたキャラクターとなって活動。ジャック・ブリスコの保持していたNWAフロリダ・ヘビー級王座にも再三挑戦した。1973年12月27日にはクリス・マルコフと組んで、ジャック&ジェリー・ブリスコからNWAフロリダ・タッグ王座を奪取している。
その後もフロリダを主戦場に、ゴージャス・ジョージ・ジュニアとの金髪コンビなどで活躍していたが、バディ・コルトの操縦する軽飛行機で移動中の1975年2月20日、墜落事故に遭って死去。29歳没。前日の2月19日、マイアミビーチ・オーディトリアムにおけるコルトと組んでのドミニク・デヌーチ&トニー・パリシ戦が最後の試合出場となった。この事故により、コルトおよび同乗者のゲーリー・ハートは再起不能となって現役を引退、マイク・マッコードは3年後に復帰を果たした。

## 得意技
- ローリング・クレイドル[3]
- フィギュア・フォー・レッグロック[3]
- アブドミナル・ストレッチ[1]

## 獲得タイトル
セントラル・ステーツ・レスリング
- NWA USヘビー級王座（セントラル・ステーツ版）：3回[6]
- NWAアイオワ・タッグ王座：1回（w / ロニー・エチソン）[23]

オールスター・レスリング
- ネブラスカ・ヘビー級王座：1回[7]

NWAミッドパシフィック・プロモーションズ
- NWAハワイ・タッグ王座：1回（w / ニック・ボックウィンクル）[8]

ジョージア・チャンピオンシップ・レスリング
- NWAジョージアTV王座：1回[10]
- NWAジョージア・タッグ王座：3回（w / ザ・プロフェッショナル、ダグ・ギルバート、ゴージャス・ジョージ・ジュニア）[24]
- NWAメイコン・タッグ王座：1回（w / ゴージャス・ジョージ・ジュニア）[25]

ガルフ・コースト・チャンピオンシップ・レスリング
- NWAアラバマ・ヘビー級王座：1回[26]

チャンピオンシップ・レスリング・フロム・フロリダ
- NWA南部ヘビー級王座（フロリダ版）：1回[13]
- NWAフロリダTV王座：2回[27]
- NWAフロリダ・タッグ王座：3回（w / ベアキャット・ライト、クリス・マルコフ、ゴージャス・ジョージ・ジュニア）[19]

ワールド・チャンピオンシップ・レスリング（オーストラリア）
- NWA豪亜タッグ王座：1回（w / オリジナル・ミスター・レスリング（英語版））[28]

スーパースター・チャンピオンシップ・レスリング
- SCWウエスタン・ステーツ・タッグ王座：1回（w / リッキー・ギブソン）[29]